# Sarah Brandner
Pour les articles homonymes, voir Brandner.
Sarah Brandner, née le 12 décembre 1988 à Munich, est un mannequin allemand, également actrice.

## Biographie

### Carrière
Sarah Brandner est mannequin depuis l'âge de quatorze ans. Elle pose notamment pour la marque de cosmétiques CoverGirl (en) et pour les magazines GQ, Bild et Sports Illustrated Swimsuit Issue.
En 2012 et 2013, elle est juge dans l'émission de télévision Dalli Dalli (de).

### Vie privée
Elle est la compagne du footballeur international allemand Bastian Schweinsteiger jusqu'en septembre 2014,.

## Filmographie

### Cinéma
- 2013 : Kokowääh 2 (en) : Barkeeperin

### Télévision
- 2012 : Bella Vita (téléfilm)
- 2012 : Der Doc und die Hexe
- 2014 : Soko brigade des stups : Anna Seidel
- 2014 : Die Familiendetektivin (de) : Fiona Schneider
- 2014 : Die Mannschaft (de) : elle-même (documentaire)